# Aluminiumammoniumsulfaat
Aluminiumammoniumsulfaat, ook wel ammoniumaluin of ammoniumaluminiumsulfaat genoemd, is een wit kristallijn dubbelzout van zwavelzuur dat meestal voorkomt als het dodecahydraat: (NH4)Al(SO4)2·12H2O. De hydraatverbinding wordt dan aluminiumammoniumsulfaatdodecahydraat genoemd. De stof wordt in kleine hoeveelheden op specifieke plaatsen toegepast. Het dodecahydraat komt als het natuurlijke, maar zeldzame, mineraal tschermigiet.

## Productie en voornaamste eigenschappen
Ammoniumaluin wordt gemaakt op basis van aluminiumhydroxide, zwavelzuur en ammoniumsulfaat. Aluminiumammoniumsulfaat vormt met kaliumaluin een vaste oplossing, pyrolyse leidt tot de vorming van aluminiumoxide. Het op deze wijze verkregen oxide wordt onder andere als schuurpoeder gebruikt en als basis voor synthetische edelstenen.

## Toepassingen
Aluminiumammoniumsulfaat valt niet onder de belangrijke bulkchemicaliën in de industrie en ook in het laboratorium zijn er geen specifieke toepassingen voor beschreven. Het voordeel van de verbinding is dat hij niet duur is en ook niet toxisch, zodat er een groot aantal gespecialiseerde toepassingen voor bekend zijn. De toepassingslijst omvat naast de toelating als voedingsadditief (E523), waterzuivering, deodorant, textielverf en het brandwerend maken van textiel. Typische waarden voor de pH van oplossingen van aluminiumammoniumsulfaat liggen in het bereik van 4 tot 5.
Aluminiumammoniumsulfaat is een veelvoorkomend ingrediënt in sprays om dieren te verdrijven.